# 10. Armee (Deutsches Kaiserreich)

Flagge eines Stabes eines Armeeoberkommandos (1871–1918)

Als 10. Armee / Armeeoberkommando 10 (AOK 10) wurde ein Großverband und die dazugehörige Kommandobehörde des deutschen Heeres während des Ersten Weltkriegs (1914–1918) bezeichnet. Sie umfasste mehrere Armee- oder Reservekorps sowie zahlreiche Spezialtruppen.

## Geschichte
Nachdem Ende 1914 im Großen Generalstab die Entscheidung gefallen war, vorerst im Westen defensiv zu bleiben und dafür an der Ostfront zu einer Entscheidung zu gelangen, wurden die Truppen dort für bevorstehende Offensivoperationen verstärkt. In Ostpreußen sammelten sich hinter der 8. Armee ab Ende Dezember 1914 die Verbände einer neuen 10. Armee. Das vorgesehene Armeeoberkommando 10 wurde am 26. Januar 1915 in Köln gebildet. Zum Oberbefehlshaber wurde Generaloberst Hermann von Eichhorn bestimmt. Dieser war vor dem Krieg eigentlich als Befehlshaber der 5. Armee vorgesehen gewesen, hatte sich aber bei einem Reitunfall schwer verletzt. Die Armee umfasste bei ihrer Aufstellung folgende Korpsverbände:
| - XXI. Armee-Korps - XXXIX. Reserve-Korps - XXXVIII. Reserve-Korps |

Zunächst war die 10. Armee im Februar 1915 maßgeblich an der Winterschlacht in Masuren beteiligt. Im Sommer und Herbst ging sie erfolgreich gegen die russischen Truppen vor (→ Großer Rückzug) und stand im Frühjahr 1916 in schweren Abwehrkämpfen während einer russischen Gegenoffensive (→ Schlacht am Naratsch-See). Dabei wurde das Armeeoberkommando 10 in doppelter Hinsicht belastet, denn neben der Führung der eigenen Verbände fungierte es ab dem 30. Juli 1916 auch als Oberkommando der Heeresgruppe Eichhorn.
Nachdem es in Russland 1917/1918 zu Revolution und Bürgerkrieg gekommen war, zeichnete sich im Frühjahr 1918 ein baldiges Ende der aktiven Kampfhandlungen ab. Die meisten Truppen wurden deshalb an die Westfront verlegt, während die 10. Armee mit nur sechs Divisionen zwischen der litauischen Grenze und der nördlichen Ukraine im heutigen Belarus als Besatzungsmacht fungierte. Ihr Oberbefehlshaber war seit dem 5. März 1918 der ehemalige Kriegsminister und Chef des Großen Generalstabes General der Infanterie Erich von Falkenhayn. Er führte die Armee bis zur Auflösung im Februar 1919.
Das Hauptquartier des Armeeoberkommandos befand sich zuerst in Marggrabowa (6. März bis 8. August 1915), dann in Wilna (29. September 1915 bis 12. Juni 1918) und zuletzt in Minsk. Von hier aus trat es nach dem Ende des Krieges am 6. Dezember 1918 den Rückmarsch an.

### Zeitung der 10. Armee
Im Jahre 1915 befahl Generaloberst Hermann von Eichhorn, der Oberbefehlshaber der 10. Armee, die Gründung der gleichnamigen Zeitung. Die erste Ausgabe der Zeitung der 10. Armee, unter der Redaktion von Leutnant Urbach, erschien am 9. Dezember 1915 in Wilna. In einer beschlagnahmten Wilnaer Druckerei wurde eine Erstauflage von 45.000 Exemplaren gedruckt und erschien dreimal wöchentlich, später bis zu sechsmal in der Woche. Die Verbreitung der Zeitung lief auch über die Buchhandlungen in Deutschland und die Feldbuchhandlungen.

## Verweise